# Familjär amyloidos med polyneuropati
Ärftlig transtyretinamyloidos (ATTRv-amyloidos) tidigare känd som Familjär amyloidos med polyneuropati (FAP) är en autosomalt dominant ärftlig och dödlig genetisk sjukdom vars förlopp yttrar sig i domningar, värk och förlamning, samt störningar i mage, tarmar och hjärta.
Sjukdomen beskrevs första gången i den medicinska litteraturen av den tyske neuropatologen Friedrich Wohlwill 1942. I början av 1950-talet publicerade även den portugisiske neurologen Corino Andrade en artikel om sjukdomen. Därför kallas sjukdomen också internationellt för Corino Andrades sjukdom eller Wohlwill–Andrades syndrom, medan den i Sverige ibland kallas för Skelleftesjukan.

## Orsak
En skada (mutation) i arvsanlaget som styr leverns bildning av proteinet transthyretin gör att en onormal proteinstruktur bildas. Transthyretin aggregerar och bildar betaflak. Dessa växer och bildar protofilament som interagerar med varandra och skapar en fibrill. Fibrillerna lagras i kroppen som amyloid (stor ansamling av fibriller). Dessa kan bildas i kroppens olika vävnader (bland annat perifera nerver, autonoma nerver, hjärtmuskeln, ögats glaskropp och njurarna), varvid muskler och nerver förstörs. I princip kan inlagringen ske i alla organsystem utom i centrala nervsystemet.
Sjukdomen är dominant ärftlig vilket innebär att om den ena föräldern har sjukdomen är risken 50 procent för barnen (söner som döttrar) att ärva sjukdomen. Av alla som har mutationen utvecklar bara 10 procent sjukdomen. Varför det är så är ännu okänt. De ytterligare faktorer som gör att sjukdomen utvecklas är sannolikt inte ärftliga; det finns enäggstvillingar där bara den ena har utvecklat sjukdomen.

## Förlopp
Tidiga symptom på sjukdomen varierar, men den börjar ofta med domningar i händer och fötter (polyneuropati) samt svår värk. Symptomen övergår successivt till förlamning. De första symptomen brukar visa sig i fyrtio- till sextioårsåldern. Alla som drabbas av FAP får störningar på mage och tarmar. Det finns en risk för patienter med FAP att drabbas av livshotande arytmier och en hypertrofi (förstoring/förtjockning) av hjärtmuskeln. Det är vanligt att patienterna har diarré, kräkningar och illamående.

## Behandling
Den enda verksamma behandlingen mot FAP är levertransplantation, som innebär en inbromsning av sjukdomsförloppet. Forskning pågår inom detta då det finns misstankar om att sjukdomsförloppet faktiskt inte bromsas upp utan att det fortsätter.  Enligt en studie på Umeå universitet och Norrlands universitetssjukhus har det avregistrerade antiinflammatoriska läkemedlet Diflunisal visat sig bromsa sjukdomsförloppet.
Rådet för nya terapier, NT-rådet, rekommenderar att patienter i första hand behandlas med konventionella bromsmediciner. Patienter som trots bromsmedicin blivit sämre kan dock använda genterapin Tegsedi (inotersen). Av kostnadsskäl avråds från genterapin Onpattro (patisiran), förutom i fall då Tegsedi ger allvarliga biverkningar.
2021 behandlades sex patienter med NTLA-2001, en agent baserad på gensaxen CRISPR. Forskare rapporterade lindriga biverkningar och minskningar av koncentrationer av felveckat transtyretinprotein i serum.

## Utbredning
Sjukdomen förekommer på många platser i världen, bland annat i Japan, Brasilien och norra Portugal.
Sjukdomen diagnostiserades   i Sverige på 1960-talet. De flesta fall i Sverige har hittats i Norr- och Västerbotten, särskilt i trakterna kring Skellefteå och Piteå. I hela landet förekommer 1–2 fall per 100 000 invånare, medan siffran för Norr- och Västerbotten är 35 per 100 000 invånare.